# Adventure of a Lifetime
Singles de Coldplay
Miracles
(2014) Hymn for the Weekend
(2016)
Adventure of a Lifetime est une chanson du groupe de rock britannique Coldplay. Elle est publiée le 6 novembre 2015 en tant que premier single de leur septième album studio, A Head Full of Dreams sorti en 2015. Le titre a atteint la septième place du UK Singles Chart et la treizième place du Billboard Hot 100. Il a également atteint le top 20 dans de nombreuux pays.

## Réception
Adventure of a Lifetime reçoit un accueil généralement favorable de la part des critiques musicaux. Bianca Gracie et Robbie Daw, écrivant pour Idolator, donnent à la chanson des notes respectives de 7/10 et 8/10, déclarant que la chanson est « incroyablement vibrante, d'une béatitude presque enfantine, qui donne une bouffée d'énergie » et que c'est « le meilleur single de Coldplay depuis sept ans ». Dans les listes des meilleures chansons de l'année 2015, Le site néérlandais 3voor12 la classe 28e, le magazine espagnol Mondosonoro à la 50e place, le média en ligne espagnol Jenesaispop à la  86e, le magazine britannique NME à la 19e et le magazine américain Rolling Stone à la 41e.

## Clip musical
Le clip officiel est réalisé par Mat Whitecross, collaborateur de longue date du groupe. Il sort le 29 novembre 2015. Le concept de la vidéo est né après que Chris Martin, le leader de Coldplay, et Andy Serkis, expert en capture de mouvement et acteur britannique, se sont rencontrés dans un avion et ont échangé des idées. La réalisation du clip prend environ six mois et, en Mars 2025, il compte plus de 1,6 milliard de vues sur YouTube,.

### Synopsis
La vidéo d'animation CGI présente un groupe de chimpanzés qui découvrent un haut-parleur Beats Pill sous un tas de feuilles. Les primates découvrent alors le pouvoir de la musique et forment un groupe qui ressemble aux membres du groupe.
La vidéo commence par un plan similaire à celui du clip de Coldplay de 2011, Paradise. Au début, quatre chimpanzés (joués par les membres du groupe) sont assis dans une forêt. Les premiers couplets commencent après qu'un chimpanzé (joué par Jonny Buckland) trouve un haut-parleur Beats Pill sous une pile de feuilles. Un autre chimpanzé (joué par Chris Martin) écoute la musique et appelle le reste du groupe (joué par Guy Berryman et Will Champion) à se rassembler. Il se tape alors la poitrine et saute vers un chemin à l'intérieur de la forêt, seul.
Le personnage chante la chanson et se balance sur les lianes du saule. Ensuite, les quatre chimpanzés dansent ensemble pendant le refrain. Après le refrain, ils trouvent une guitare électrique, une basse et une batterie. Les chimpanzés tapent sur les instruments avant de se rendre compte de leur utilité. Les personnages jouent des instruments et forment un « groupe de singes ». Le personnage de Buckland gagne un chapeau et celui de Berryman une boucle d'oreille.
Pendant le pont de la chanson, le groupe est entouré d'autres chimpanzés (également joués par le groupe). Le reste de la vidéo montre les mouvements de danse des autres chimpanzés et la performance du groupe de singes. À la fin de la vidéo, le personnage de Martin grimpe à un arbre et surplombe la forêt, où se trouvent également des temples indiens, une référence à l'inspiration indienne de l'album associé, A Head Full of Dreams.

### Contexte et réalisation
The Guardian indique que la vidéo est filmée à The Imaginarium, où a été tourné le reboot de la La Planète des singes et des parties de Avengers : L'Ère d'Ultron et Star Wars, épisode VII : Le Réveil de la Force.
Hannah Clark, la productrice de la vidéo, déclare : « Les chimpanzés sont l'une des créatures les plus difficiles à animer. Non seulement leurs mouvements sont très humains, mais ils sont couverts de poils. Ajoutez à cela que nous n'avions pas d'arrière-plan et vous comprendrez que nous demandions beaucoup à nos post-collaborateurs ». Les visages des membres du groupe sont recouverts d'un maquillage spécial, réfléchissant et attirant la lumière, qui permet aux ordinateurs d'interpréter correctement le flux vidéo et de créer des rendus des personnages des chimpanzés. Les membres du groupe ne jouent pas sur de vrais instruments, mais sur des objets de forme similaire qui permettent de créer des positions corporelles réalistes.
L'animation, les effets visuels et le motion design de la vidéo sont réalisés par Mathematic, une société de production basée à Paris. Mat Whitecross filme le groupe à l'aide d'une caméra spéciale. Chacun des membres du groupe porte également un système de caméra monté sur la tête qui est configuré pour former une solution à trois caméras. Les systèmes de caméras fournissent plusieurs flux vidéo à partir desquels l'équipe de production recrée des points en 3D.

### Sortie
Un teaser de 15 secondes nommé #AOALvideo November 27 est mis en ligne sur le compte YouTube officiel du groupe le 12 novembre 2015. Le teaser se compose d'un court extrait de la vidéo, d'une vidéo des coulisses et d'une vidéo animée de la pochette du single. Le motif géométrique et le motif représentatif de l'album, une fleur de vie, apparaissent à la fin du teaser. La vidéo musicale est mise en ligne sur la page officielle du groupe à 8h00 (heure du Royaume-Uni) le 27 novembre 2015. Le 29 novembre 2015, la vidéo est mise en ligne sur le compte YouTube officiel.

## Liste des pistes
| 1. | Adventure of a Lifetime | 4:24 |

| 1. | Adventure of a Lifetime (Radio Edit) | 3:43 |

| 1. | Adventure of a Lifetime (Matoma Remix) | 4:11 |

## Personnel
Les crédits sont adaptés des notes de pochette de A Head Full of Dreams.

### Coldplay
- Guy Berryman : guitare basse, claviers
- Jonny Buckland : guitare solo, claviers
- Will Champion : batterie, programmation, voix
- Chris Martin : voix principale, piano, guitare acoustique

### Autres musiciens
- Merry Clayton : chœurs
- Mikkel S Eriksen : autres instruments, production, mixage
- Tor Erik Hermansen : instruments supplémentaires, production, mixage
- Phil Tan : mixeur audio

## Classements
| Classements (2015–2024)                 | Meilleure position |
| --------------------------------------- | ------------------ |
| Argentina Anglo (Monitor Latino)        | 17                 |
| Australie (ARIA)                        | 20                 |
| Autriche (Ö3 Austria Top 40)            | 14                 |
| Belgique (Flandre Ultratop 50 Singles)  | 5                  |
| Belgique (Wallonie Ultratop 50 Singles) | 2                  |
| Canada (Hot 100)                        | 11                 |
| Canada (Adult Contemporary)             | 1                  |
| Russie (Tophit Radio Top 100)           | 3                  |
| Tchéquie (IFPI Rádio)                   | 6                  |
| Tchéquie (IFPI Singles Digitál)         | 9                  |
| Danemark (Tracklisten)                  | 16                 |
| Finlande (Suomen virallinen lista)      | 13                 |
| France (SNEP)                           | 2                  |
| Allemagne (Media Control AG)            | 5                  |
| Grèce International (IFPI)              | 30                 |
| Hongrie (Rádiós Top 40)                 | 25                 |
| Hongrie (Single Top 40)                 | 5                  |
| Islande (RÚV)                           | 2                  |
| Irlande (IRMA)                          | 8                  |
| Israël (Media Forest)                   | 1                  |
| Italie (FIMI)                           | 3                  |
| Mexico Airplay (Billboard)              | 1                  |
| Mexico Ingles Airplay (Billboard)       | 1                  |
| Pays-Bas (Single Top 100)               | 11                 |
| Pays-Bas (Nederlandse Top 40)           | 8                  |
| Nouvelle-Zélande (Recorded Music NZ)    | 12                 |
| Norvège (VG-lista)                      | 22                 |
| Pologne (ZPAV)                          | 3                  |
| Portugal (AFP)                          | 5                  |
| Roumanie (Romanian Radio Airplay)       | 4                  |
| Écosse (OCC)                            | 8                  |
| Singapour (RIAS)                        | 9                  |
| Slovaquie (IFPI Rádio)                  | 19                 |
| Slovaquie (IFPI Singles Digitál)        | 18                 |
| Slovénie (SloTop50)                     | 1                  |
| Afrique du Sud                          | 2                  |
| Espagne (PROMUSICAE)                    | 10                 |
| Suède (Sverigetopplistan)               | 23                 |
| Suisse (Schweizer Hitparade)            | 3                  |
| Royaume-Uni (UK Singles Chart)          | 7                  |
| États-Unis (Hot 100)                    | 13                 |
| États-Unis (Hot Rock Songs)             | 2                  |
| États-Unis (Alternative Songs)          | 1                  |
| États-Unis (Adult Contemporary)         | 12                 |
| États-Unis (Adult Pop Songs)            | 7                  |
| États-Unis (Alternative Songs)          | 1                  |
| États-Unis (Dance Club Songs)           | 1                  |
| États-Unis (Pop Airplay)                | 35                 |
| États-Unis (Rock Airplay)               | 2                  |

| Année | Chart                                  | Position |
| ----- | -------------------------------------- | -------- |
| 2015  | France (SNEP)                          | 148      |
| 2015  | Hongrie (Single Top 40)                | 80       |
| 2015  | Italie (FIMI)                          | 88       |
| 2015  | Pays-Bas (Pays-Bas Top 40)             | 86       |
| 2015  | Pays-Bas (NPO 3FM)                     | 90       |
| 2016  | Argentine (Monitor Latino)             | 50       |
| 2016  | Belgique (Ultratop Flandre)            | 76       |
| 2016  | Belgique (Ultratop Wallonie)           | 39       |
| 2016  | Brésil (Brésil Hot 100 Airplay)        | 30       |
| 2016  | Canada (Canadian Hot 100)              | 58       |
| 2016  | Russie (Tophit)                        | 26       |
| 2016  | Danemark (Tracklisten)                 | 65       |
| 2016  | France (SNEP)                          | 87       |
| 2016  | Hongrie (Rádiós Top 40)                | 39       |
| 2016  | Hongrie (Single Top 40)                | 27       |
| 2016  | Israël (Media Forest)                  | 20       |
| 2016  | Italie (FIMI)                          | 34       |
| 2016  | Pays-Bas (Dutch Top 40)                | 56       |
| 2016  | Pays-Bas (Single Top 100)              | 66       |
| 2016  | Russie Airplay (Tophit)                | 23       |
| 2016  | Slovénie (SloTop50)                    | 20       |
| 2016  | Espagne (PROMUSICAE)                   | 49       |
| 2016  | Suisse (Schweizer Hitparade)           | 41       |
| 2016  | Ukraine Airplay (Tophit)               | 85       |
| 2016  | UK Singles (Official Charts Company)   | 42       |
| 2016  | US Billboard Hot 100                   | 95       |
| 2016  | US Hot Rock Songs (Billboard)          | 10       |
| 2016  | US Adult Alternative Songs (Billboard) | 4        |
| 2016  | US Adult Contemporary (Billboard)      | 29       |
| 2016  | US Adult Top 40 (Billboard)            | 27       |
| 2016  | US Alternative Songs (Billboard)       | 9        |
| 2016  | US Dance Club Songs (Billboard)        | 10       |
| 2016  | US Rock Airplay (Billboard)            | 8        |

## Certifications
| Région | Certification | Ventes/Streams |
| --- | ------------- | -------------- |
| Australie (ARIA)                                                                                          | 3 × Platine   | 210 000^       |
| Belgique (BEA)                                                                                            | Or            | 10 000*        |
| Canada (Music Canada)                                                                                     | 2 × Platine   | 160 000^       |
| Danemark (IFPI)                                                                                           | 2 × Platine   | 180 000^       |
| France (SNEP)                                                                                             | Or            | 150 000*       |
| Allemagne (BM)                                                                                            | Platine       | 400 000^       |
| Italie (FIMI)                                                                                             | 4 × Platine   | 200 000‡       |
| Mexique (AMPFV)                                                                                           | Or            | 30 000^        |
| Nouvelle-Zélande (RMNZ)                                                                                   | Platine       | 15 000*        |
| Pologne (ZPAV)                                                                                            | 2 × Platine   | 100 000*       |
| Portugal (AFP)                                                                                            | 2 × Platine   | 20 000x        |
| Espagne (PME)                                                                                             | 2 × Platine   | 80 000^        |
| Suède (GLF)                                                                                               | 2 × Platine   | 80 000x        |
| Suisse (IFPI)                                                                                             | Or            | 15 000x        |
| Royaume-Uni (BPI)                                                                                         | 3 × Platine   | 1 800 000‡     |
| États-Unis (RIAA)                                                                                         | 3 × Platine   | 3 000 000^     |
| *Ventes selon la certification xNon précisé par la certification ‡ventes/streaming selon la certification |               |                |